# Ziyang Chengguanzhen (häradshuvudort i Kina, Shaanxi, lat 32,52, long 108,53)
Ziyang Chengguanzhen (kinesiska: 紫阳城关镇, 紫阳县) är en häradshuvudort i Kina. Den ligger i provinsen Shaanxi, i den nordvästra delen av landet, omkring 200 kilometer söder om provinshuvudstaden Xi'an. Antalet invånare är 283 947. Befolkningen består av 132 710 kvinnor och 151 237 män. Barn under 15 år utgör 18,0 %, vuxna 15-64 år 71 %, och äldre över 65 år 10,0 %.
Runt Ziyang Chengguanzhen är det ganska tätbefolkat, med 124 invånare per kvadratkilometer. Det finns inga andra samhällen i närheten. I omgivningarna runt Ziyang Chengguanzhen växer i huvudsak blandskog.
Genomsnittlig årsnederbörd är 1 223 millimeter. Den regnigaste månaden är september, med i genomsnitt 253 mm nederbörd, och den torraste är december, med 4 mm nederbörd.